# Tuvalu na Igrzyskach Wspólnoty Narodów 2010
Reprezentacja Tuvalu na XIX Igrzyskach Wspólnoty Narodów w Nowym Delhi liczyła trzech sportowców, wyłącznie mężczyzn. Reprezentacja miała swoich przedstawicieli w dwóch spośród siedemnastu rozgrywanych dyscyplin sportowych. Był to czwarty start reprezentacji Tuvalu na igrzyskach Wspólnoty Narodów.

## Wyniki

### Lekkoatletyka
| Zawodnik        | Konkurencja    | Eliminacje | Eliminacje | Finał | Finał   |
| --------------- | -------------- | ---------- | ---------- | ----- | ------- |
| Zawodnik        | Konkurencja    | Wynik      | Miejsce    | Wynik | Miejsce |
| Fakapelu Sileti | Rzut dyskiem   | X          | NM         | NQ    | NQ      |
| Fakapelu Sileti | Pchnięcie kulą | 12,62      | 14.        | NQ    | NQ      |

### Podnoszenie ciężarów
| Zawodnik         | Konkurencja | Rwanie | Rwanie  | Podrzut | Podrzut | Wynik  | Miejsce |
| ---------------- | ----------- | ------ | ------- | ------- | ------- | ------ | ------- |
| Zawodnik         | Konkurencja | Wynik  | Miejsce | Wynik   | Miejsce | Wynik  | Miejsce |
| Tuau Lapua Lapua | do 62 kg    | 100 kg | 17.     | 120 kg  | 17.     | 220 kg | 16.     |
| Ioane Haumili    | do 62 kg    | 90 kg  | 20.     | 120 kg  | 18.     | 210 kg | 19.     |